# Mammad Yusif Jafarov
Mammad Yusif Hadjibaba oghlu Djafarov (en azerí: Məmməd Yusif Hacıbaba oğlu Cəfərov) — figura política y estatal azerbaiyana, diputado de la cuarta Duma Estatal, uno de los fundadores de la República Democrática Azerbaiyana, ministro del comercio e industria y las relaciones exteriores de la República Democrática Azerbaiyana, último vicepresidente del parlamento de la República Democrática de Azerbaiyán.

## Biografía
Mammad Yusif nació el 20 de marzo de 1885 en Bakú. En 1904 se graduó del Gimnasio de Alexander de Bakú, después inscribió en la facultad jurídico de la Universidad de Moscú. En 1912 se graduó y volvió a Bakú. 
Mammad Yusif fue el único diputado-musulmán del Cáucaso del Sur en la Duma Estatal.
El 27 de mayo de 1918 en el congreso extraordinario de la fracción musulmana fue establecido el Consejo Nacional Temporal encabezado por Mammad Amin Rasulzadeh. Mammad Yusif fue elegido en comité ejecutivo del Consejo Nacional Temporal. El 28 de mayo de 1918 Mammad Yusif también participó en la firma de la declaración de la independencia de la República Democrática Azerbaiyana. Tras la dimisión del primer gabinete, Mammad Yusif ha sido el embajador de la República Democrática Azerbaiyana en Georgia. El 14 de marzo de 1919 Nasib bey Usubbekov formó el cuatro gobierno y Mammad Yusif fue nombrado como ministro del Exterior.
El 2 de febrero de 1920 Mammad Yusif fue elegido como primer vicepresidente del parlamento de la República Democrática de Azerbaiyán.
Murió el 15 de mayo de 1938.